# Octavian Paler
Octavian Paler (* 2. Juli 1926 in Lisa, Kreis Făgăraș; † 7. Mai 2007 in Bukarest) war ein rumänischer Schriftsteller, Dichter und Publizist.

## Leben
Octavian Paler, aus dem Dorf Lisa bei Făgăraș stammend, studierte Philosophie und Recht an der Universität Bukarest. In den 1960ern war er für den rumänischen Radio- und Fernsehsender Televiziunea Română TVR tätig, zuletzt als dessen Direktor. Von 1974 bis 1979 war er Vorstandsmitglied der Rumänischen Kommunistischen Partei. 1976 wurde er unter der Herrschaft des kommunistischen Systems Vorsitzender des Journalistenverbandes. Von 1970 bis 1983 war er zudem Chefredakteur der Zeitung România Liberă in Bukarest und saß 1980 bis 1985 als Abgeordneter im rumänischen Parlament.
Dennoch wurde er wegen seiner Kritik am Personenkult und am Regime von Nicolae Ceaușescu von der Securitate bespitzelt und verfolgt, zeitweise unter Hausarrest gestellt und das Erscheinen seiner Texte behindert.
Nach der Wende war er gemeinsam mit Ana Blandiana und Gabriel Liiceanu Mitbegründer der Bürgerrechtsbewegung Gruppe für Sozialen Dialog. In den letzten Jahren seines Lebens hat er in seinen Essays und Kommentaren immer wieder die Korruption in der rumänischen Politik angeprangert.
Seine bekanntesten Werke sind Umbra cuvintelor (Schattenwort), Viața pe un peron (Leben auf einem Bahnsteig), Scrisori imaginare (Imaginäre Briefe), Rugați-vă să nu vă crească aripi (Betet, dass euch keine Flügel wachsen), Don Quijote în est (Don Quijote im Osten) und Polemici cordiale (Herzliche Polemiken).
Er starb an den Folgen eines Herzinfarkts.

## Ins Deutsche übersetzte Werke
- 1994: Leben auf einem Bahnsteig. Roman (übersetzt von Ewalt Zweyer), Kriterion: Budapest. ISBN 973-26-0286-4